# 泉布観

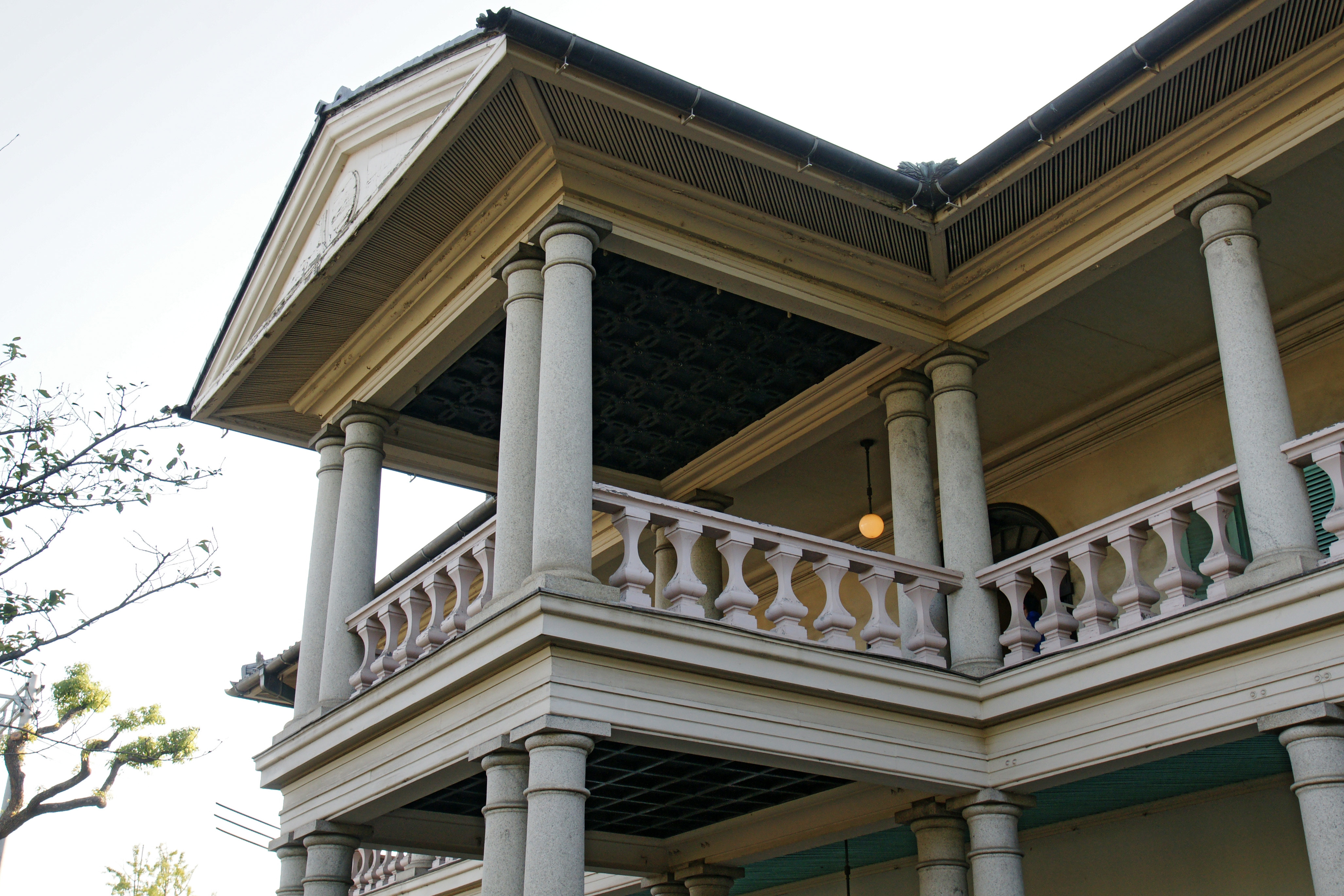
2階ベランダを望む

泉布観（せんぷかん）は、大阪市北区にある歴史的建造物。大川沿いに位置する、大阪府に現存する最古の洋風建築である。国の重要文化財に指定されている。

## 概要
1871年（明治4年）に造幣寮（現在の造幣局）の応接所として建設された。設計者はトーマス・ウォートルス。完成の翌年に明治天皇が行幸し、貨幣を意味する「泉布」と館を意味する「観」から泉布観と命名。明治天皇自身も3回も訪れ、皇族や外国の要人を数多く迎えた。
1917年（大正6年）には大阪市に移管され、1956年（昭和31年）には国の重要文化財に指定された。1962年（昭和37年） - 1964年（昭和39年）には保存のために補修工事が施された。
大阪市は2010年（平成22年）度よりふるさと納税の寄付金を原資として、外観補修や庭園整備を行い、2013年（平成25年）3月29日から31日に3年ぶりに内部が公開され、同年4月15日より外観の常時公開が行われている（内部公開は、毎年3月に3日間のみ）。
また、敷地内に隣接する旧桜宮公会堂（旧造幣寮鋳造所正面玄関、旧ユースアートギャラリー）では民間活力を利用し、2013年（平成25年）4月15日よりパーティーレストラン「旧桜宮公会堂」として一般に公開されている。

## 建物
国産の煉瓦造りの2階建てで、「ヴェランダ・コロニアル」という形式。建物の外周にはトスカナ式の花崗岩の円柱を立てる。
内装も美しく、天井が高く、シャンデリアが設置されている。2階の部屋には楕円形の暖炉が設置されていて、床にはタイル張りのようにみえるペンキで描かれた市松模様がある。また、玉座の間もある。なお、トイレは水洗式だった。
現在の部屋の内装は1908年（明治41年）に施されたものが残っている。

## 交通アクセス
- JR東西線 大阪城北詰駅または大阪天満宮駅下車
- 国道1号（曽根崎通）桜宮橋（銀橋）西詰すぐ

建物外観は常時公開。内部公開は例年3月に3日間程度のみで、事前申込制である。